# Castoponera lecythus
Castoponera lecythus là một loài nhện trong họ Corinnidae.
Loài này thuộc chi Castoponera. Castoponera lecythus được Christa L. Deeleman-Reinhold miêu tả năm 2001.